# 金子亲范
金子亲范（／ Kaneko Chikanori，—1220年6月27日）也做近范，是日本平安时代末至镰仓时代初的一名武将。金子家范之子。通称为“余一”。

## 经历
起初，他与畠山重忠、河越重赖、江户重长一同攻灭了衣笠城的三浦义明（衣笠城之战），但其后降于源赖朝。其另一出名的事迹是，在屋岛之战中，他以弓箭射穿了平盛嗣盔甲的胸板。
他以武藏国入间郡为据点，其居馆据称在今埼玉县入间市的佛子。